# Rocznik Muzułmański
Rocznik Muzułmański – rocznik wydawany w Warszawie w latach 1992-2012. Wydawcą był szyicki Instytut Muzułmański i Stowarzyszenie Jedności Muzułmańskiej. Redaktorem naczelnym był Mahmud Taha Żuk. 